# 日産サティオ富山
株式会社日産サティオ富山（にっさんサティオとやま）は、富山県富山市に本社を置く日産自動車の販売会社である。
2019年8月、経営が日産ネットワークホールディングスから石川日産（米沢電気工事グループ）に移管された。

## 店舗
- 呉羽店・U-CARSくれは (中古車) - 富山市呉羽町2121
- 富山東店 - 富山市天正寺1014
- 富山南店 - 富山市今泉西部町7-3
- 高岡インター店 - 高岡市上北島110-1
- 高岡南店 - 高岡市京田635-1
- 魚津店 - 魚津市大光寺1613-1
- 砺波店・U-CARSとなみ (中古車) - 砺波市栄町4-5

## 富山県内の他日産車販売店
- 富山日産自動車